# Aéroport de Tamanrasset - Aguenar - Hadj Bey Akhamok
L'aéroport de Tamanrasset - Aguenar - Hadj Bey Akhamok (code IATA : TMR • code OACI : DAAT) est un aéroport international civil et militaire algérien, situé au nord-ouest de la ville de Tamanrasset dans le sud de l'Algérie à environ 1 600 km d'Alger sur le plateau du Hoggar.

## Présentation
L’aéroport de Tamanrasset est un aéroport civil international et militaire desservant la ville de Tamanrasset  et sa région (le sud de la wilaya de Tamanrasset). Il est situé à 1 377 m d'altitude et permet l'accès au massif du Hoggar et au parc culturel de l'Ahaggar.
L’aéroport est géré par l'EGSA d'Alger.

## Carte des aéroports de l'Algérie
'
| \| 100 km1:14 790 000 \| Adrar Alger Annaba Batna Béjaïa Biskra Boufarik Chlef Constantine Ghardaïa Hassi Messaoud In Amenas Jijel Oran Sétif Tamanrasset Tébessa Tlemcen Béchar Bordj Mokhtar Djanet El Bayadh El Goléa El Oued Illizi In Salah Ghriss Ouargla Tiaret Timimoun Tindouf Touggourt |
| 100 km1:14 790 000 |

Carte statique des aéroports d'Algérie.Carte dynamique des aéroports d'Algérie.

## Histoire
Le 6 mars 2003, le vol Air Algérie 6289 reliant Tamanrasset à Alger subit des problèmes moteurs au décollage de l'aéroport et s'écrase en bout de piste faisant 102 victimes et un seul survivant.

## Infrastructures liées

### Pistes
L’aéroport dispose de deux pistes en béton bitumineux, la première d'une longueur de 3 600 m et la seconde longueur de 3 100 m.

## Compagnies aériennes et destinations
| Compagnies       | Destinations |
| ---------------- | --- |
| Air Algérie      | - Alger-Houari-Boumédiène, - Bordj-Badji-Mokhtar, - El Goléa, - Ghardaïa - Noumérat - Moufdi Zakaria, - Illizi-Takhamalt, - In Salah, - Oran-Ahmed-Ben-Bella, - Ouargla |
| Tassili Airlines | Alger-Houari-Boumédiène, In Salah |

Actualisé le 31/07/2023